# 滇西斑鸠菊
滇西斑鸠菊（学名：Vernonia forrestii）为菊科班鸠菊属的植物，为中国的特有植物。分布于中国大陆的云南、四川等地，生长于海拔1,400米至2,000米的地区，目前尚未由人工引种栽培。